# Petronas (moteur)
Pour les autres significations, voir Petronas.

Logo de Petronas

Petronas, acronyme de Petroliam Nasional Berhad, est une entreprise malaisienne créée le 17 août 1974 dans le cadre de la Loi de 1965 sur les Sociétés. Le Gouvernement malaisien avait investi 3 millions de dollars US pour la création de la société qui demeure toujours une entreprise publique.

## Historique

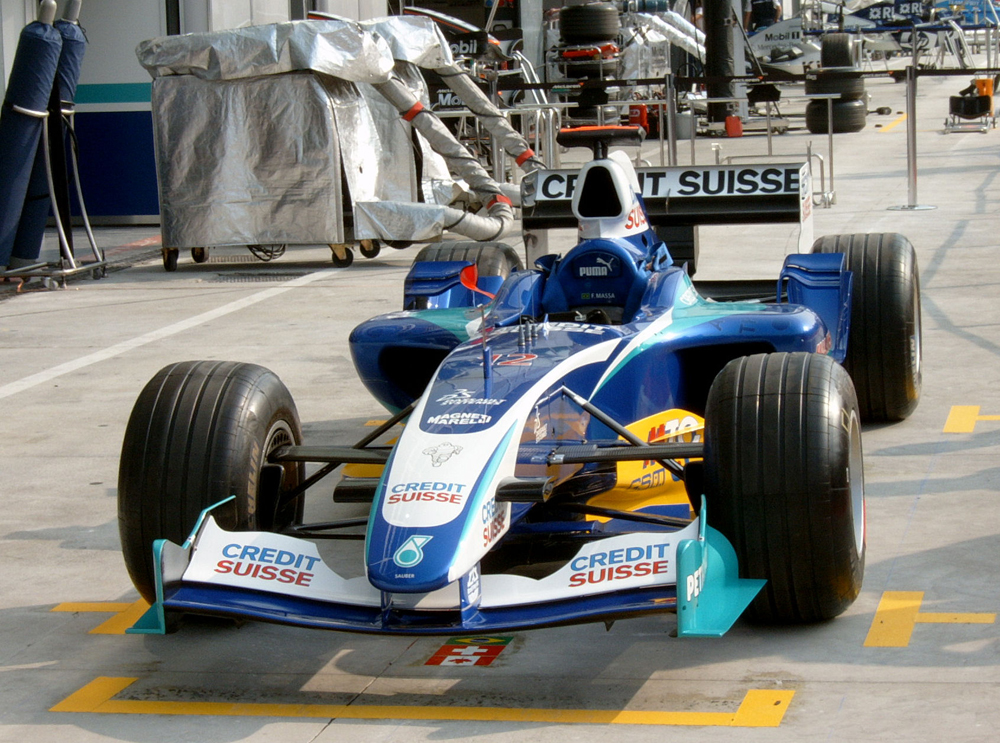
La Sauber-Petronas C24 de 2005

De 1997 à 2005, Petronas a participé au championnat du monde de Formule 1 en tant que sponsor et partenaire technique de l'écurie de course Sauber. L'argent de Petronas a permis à l'écurie privée de motoriser ses monoplaces avec des moteurs Ferrari client. Toutefois, et à l'inverse de l'écurie Prost Grand Prix-Acer, elle aussi cliente Ferrari, Petronas ne s'est pas contenté de rebadger les blocs italiens mais les a véritablement développés et optimisés en interne.
Les Petronas ont pris le départ de 151 Grands Prix de Formule 1 et permis à Sauber d'inscrire un total de 142 points. Leur meilleur résultat est une 3e place, décrochée à quatre reprises (Johnny Herbert au GP de Hongrie 1997, Jean Alesi au GP de Belgique 1998, Nick Heidfeld au GP du Brésil 2001 et Heinz-Harald Frentzen au GP des États-Unis 2003).

## Moteurs de Formule 1[1]

### Petronas SPE 01
- Moteur conçu par Ferrari sous le nom Ferrari 046/1.
- Moteur engagé en 1997.
- 10 cylindres en V à 75°.
- 40 soupapes, 4 par cylindre.
- Cylindrée : 2 998 cm3.
- Puissance : 760 ch.
- Régime moteur : 14 500 tr/min.
- Poids : 120 kg.
- Longueur : 598 mm.
- Largeur : 540 mm.
- Hauteur : 432 mm.

### Petronas SPE 01 D
- Moteur engagé en 1998.
- 10 cylindres en V à 75°.
- 40 soupapes, 4 par cylindre.
- Cylindrée : 2 997 cm3.
- Régime moteur : 14 800 tr/min.
- Puissance : 770 ch.
- Poids : 120 kg.
- Longueur : 590 mm.
- Largeur : 580 mm.
- Hauteur : 400 mm.

### Petronas SPE 03 A
- Moteur engagé en 1999.
- 10 cylindres en V à 75°.
- 40 soupapes, 4 par cylindre.
- Cylindrée : 2 998 cm3.
- Puissance : 790 ch.

Régime moteur : 16 500 tr/min.

### Petronas SPE 04 A
- Moteur engagé en 2000.
- 10 cylindres en V à 80°.
- 40 soupapes, 4 par cylindre.
- Cylindrée : 2 997 cm3.
- Puissance : 805 ch.
- Régime moteur : 16 500 tr/min.

### Petronas 01A
- Moteur conçu par Ferrari sous le nom Ferrari 049C.
- Moteur engagé en 2001.
- 10 cylindres en V à 90°.
- 40 soupapes, 4 par cylindre.
- Cylindrée : 2 997 cm3.
- Poids : 105 kg.
- Puissance : 805 ch.
- Régime moteur : 16 500 tr/min.

### Petronas 02A
- Moteur conçu par Ferrari sous le nom Ferrari 050C.
- Moteur engagé en 2002.
- 10 cylindres en V à 90°.
- 40 soupapes, 4 par cylindre.
- Cylindrée : 2 997 cm3.
- Poids : 105 kg.
- Puissance : 790 ch.
- Régime moteur : 16 500 tr/min.

### Petronas 03A
- Moteur conçu par Ferrari sous le nom Ferrari 051.
- Moteur engagé en 2003.
- 10 cylindres en V à 90°.
- 40 soupapes, 4 par cylindre.
- Cylindrée : 2 997 cm3.
- Puissance : 855 ch.
- Régime moteur : 18 600 tr/min.

### Petronas 04A puis 05A
- Moteur conçu par Ferrari sous le nom Ferrari 053.
- Moteur engagé en 2004 et 2005.
- 10 cylindres en V à 90°.
- 40 soupapes, 4 par cylindre.
- Cylindrée : 2 997 cm3.
- Puissance : 870 ch.
- Régime moteur : 18 800 tr/min.
- Poids : 92 kg.